# Diáspora húngara

Diáspora húngara en el mundo (incluye personas con ascendencia o ciudadanía húngara).
Hungría
+ 1,000,000
+ 100,000
+ 10,000
+ 1,000

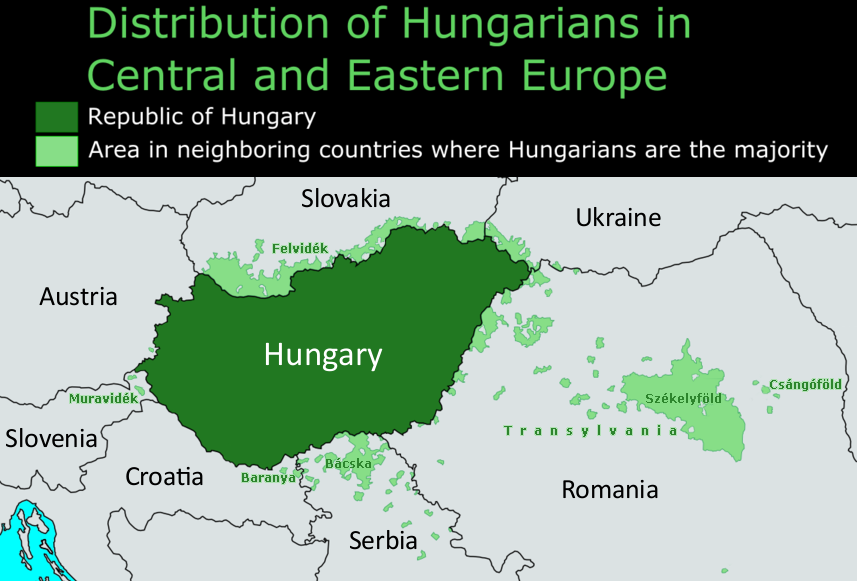
Zonas con mayoría étnica húngara en los países vecinos de Hungría, según László Sebők.

La diáspora húngara ( en húngaro: magyar diaszpóra) comprende la población étnicamente húngara total ubicada fuera de la actual Hungría.
Hay dos grupos principales de la diáspora. El primer grupo incluye a aquellos que son autóctonos de su tierra natal y viven fuera de Hungría desde los cambios fronterizos del Tratado de Trianon de 1920 posterior a la Primera Guerra Mundial.   Las fuerzas vencedoras volvieron a trazar las fronteras de Hungría para que atraviese zonas de mayoría húngara. Como consecuencia de ello, 3,3 millones de húngaros se encontraron fuera de las nuevas fronteras. Aunque esos húngaros generalmente no se incluyen en el término "diáspora húngara",  se consideran como tal en este artículo. El otro grupo principal son los emigrantes que abandonaron Hungría en diferentes momentos (como la Revolución Húngara de 1956 ). Ha habido cierta emigración desde que Hungría se unió a la UE, especialmente a países como Alemania,  pero ha sido menos drástica que para otros países de Europa Central como Polonia y Eslovaquia .
Además está el pueblo magiarab, un pequeño grupo étnico de Egipto y Sudán. 

## Distribución por país
| País                      | Población Húngara                    | Nota | Artículo                   |
| ------------------------- | ------------------------------------ | --- | -------------------------- |
| Países Vecinos de Hungría |                                      | |                            |
| Rumanía                   | 1,002,151 (2021) (excluyendoCsángós) | Nativos de Transilvania, los Csángós en Moldavia Occidental (trasladados desde Transilvania allí en el pasado), y una comunidad muy pequeña de Szeklers también en Bucovina (véase también Székelys de Bucovina). | Húngaros en Rumanía        |
| Eslovaquia                | 456,154 (2021)                       | Autóctonos | Húngaros en Eslovaquia     |
| Serbia                    | 184,442 (2021)                       | Autóctonos en Voivodina | Húngaros en Serbia         |
| Ucrania                   | 156,600 (2001)                       | Autóctonos en el oblast de Transcarpatia | Húngaros en Ucrania        |
| Austria                   | 107,347 (2024)                       | Autóctonos en Burgenland | Húngaros en Austria        |
| Croacia                   | 10,315 (2021)                        | Autóctonos en Croacia, excepto Istria y Dalmacia | Húngaros en Croacia        |
| Eslovenia                 | 10,500 (2021)                        | Autóctonos en Transmurania | Húngaros en Eslovenia      |
| Otros Países              |                                      | |                            |
| Estados Unidos            | 1,563,081 (2006)                     | Inmigrantes | Húngaros en Estados Unidos |
| Canadá                    | 348,085 (2016)                       | Inmigrantes | Húngaros en Canáda         |
| Alemania                  | 296,000 (2021)                       | Inmigrantes | Húngaros en Alemania       |
| Israel                    | 200,000 to 250,000 (2000s)           | La mayoría de los inmigrantes son judíos húngaros. |                            |
| Reino Unido               | 200,000 to 250,000 (2020)            | Inmigrantes | Húngaros en el Reino Unido |
| Francia                   | 200,000 to 250,000 (2021)            | Inmigrantes | Húngaros en Francia        |
| Brasil                    | 80,000 (2002)                        | Inmigrantes | Húngaros en Brasil         |
| Rusia                     | 76,500 (2002)                        | Inmigrantes | Húngaros en Rusia          |
| Australia                 | 69,167 (2011)                        | Inmigrantes | Húngaros en Australia      |
| Chile                     | 50,000 (2012)                        | Inmigrantes | Húngaros en Chile          |
| Argentina                 | 40,000 to 50,000 (2016)              | Inmigrantes | Húngaros en Argentina      |
| Suecia                    | 33,018 (2018)                        | Inmigrantes | Húngaros en Suecia         |
| Suiza                     | 27,000 (2019)                        | Inmigrantes |                            |
| Países Bajos              | 26,172 (2020)                        | Inmigrantes |                            |
| República Checa           | 20,000 (2013)                        | Inmigrantes; personas de ascendencia húngara reubicadas por la fuerza desde la parte eslovaca de la Tercera República Checoslovaca.                                                                               |                            |
| Bélgica                   | 15,000 (2013)                        | Inmigrantes |                            |
| Italia                    | 14,000 (2019)                        | Inmigrantes |                            |
| España                    | 10,000 (2019)                        | Inmigrantes |                            |
| Irlanda                   | 9,000 (2019)                         | Inmigrantes |                            |
| Noruega                   | 8,316 (2015)                         | Inmigrantes |                            |
| Nueva Zelanda             | 7,000 (2013)                         | Inmigrantes | Húngaros en Nueva Zelanda  |
| Turquía                   | 6,800 (2001)                         | Inmigrantes | Húngaros en Turquía        |
| Dinamarca                 | 6,000 (2019)                         | Inmigrantes |                            |
| Japón                     | 5,600 (2022)                         | Inmigrantes |                            |
| Bosnia y Herzegovina      | 4,000[cita requerida]                | Inmigrantes |                            |
| Sudáfrica                 | 4,000 (2013)                         | Inmigrantes |                            |
| Venezuela                 | 4,000 (2013)                         | Inmigrantes | Húngaros en Venezuela      |
| México                    | 3,500 (2006)                         | Inmigrantes | Húngaros en México         |
| Finlandia                 | 3,000 (2019)                         | Inmigrantes | Húngaros en Finlandia      |
| Uruguay                   | 3,000 (2013)                         | Inmigrantes | Húngaros en Uruguay        |
| Grecia                    | 2,387 (2018)                         | Inmigrantes |                            |
| Luxemburgo                | 2,000 (2019)                         | Inmigrantes |                            |
| Polonia                   | 1,728 (2011)                         | Inmigrantes | Húngaros en Polonia        |
| Portugal                  | 1,059 (2021)                         | Solo ciudadanos extranjeros; por ejemplo, excluye a 85 luso-húngaros que han adquirido la ciudadanía portuguesa desde 2008.                                                                                       |                            |
| Jordania                  | 1,000 (2019)                         | Inmigrantes |                            |
| Chipre                    | 620 (2018)                           | Inmigrantes |                            |
| Kazajistán                | 500 (2021)                           | Inmigrantes |                            |
| Montenegro                | 400[cita requerida]                  | Inmigrantes |                            |
| Letonia                   | 300[cita requerida]                  | Inmigrantes |                            |
| Uzbekistán                | 300[cita requerida]                  | Inmigrantes |                            |
| Filipinas                 | 206 (2010)                           | Inmigrantes |                            |
| Islandia                  | 200 (2015)                           | Inmigrantes |                            |
| Macedonia del Norte       | 200[cita requerida]                  | Inmigrantes |                            |
| Estonia                   | 173 (2018)                           | Inmigrantes |                            |
| Bulgaria                  | 153 (2015)                           | Inmigrantes |                            |
| Vietnam                   | 100 (2015)                           | Inmigrantes |                            |
| Liechtenstein             | 44 (2015)                            | Inmigrantes |                            |
| Lituania                  | 23 (2015)                            | Inmigrantes |                            |
| Total                     | 5.2–5.5 millones                     | | Húngaros                   |

Los patrones de inmigración húngara a Europa occidental aumentaron en la década de 1990 y especialmente desde 2004, después de la admisión de Hungría en la Unión Europea . Miles de húngaros de Hungría buscaron trabajo disponible a través de contratos de trabajadores invitados en el Reino Unido, Irlanda, Finlandia, Suecia, España y Portugal.

## Ciudadanía húngara

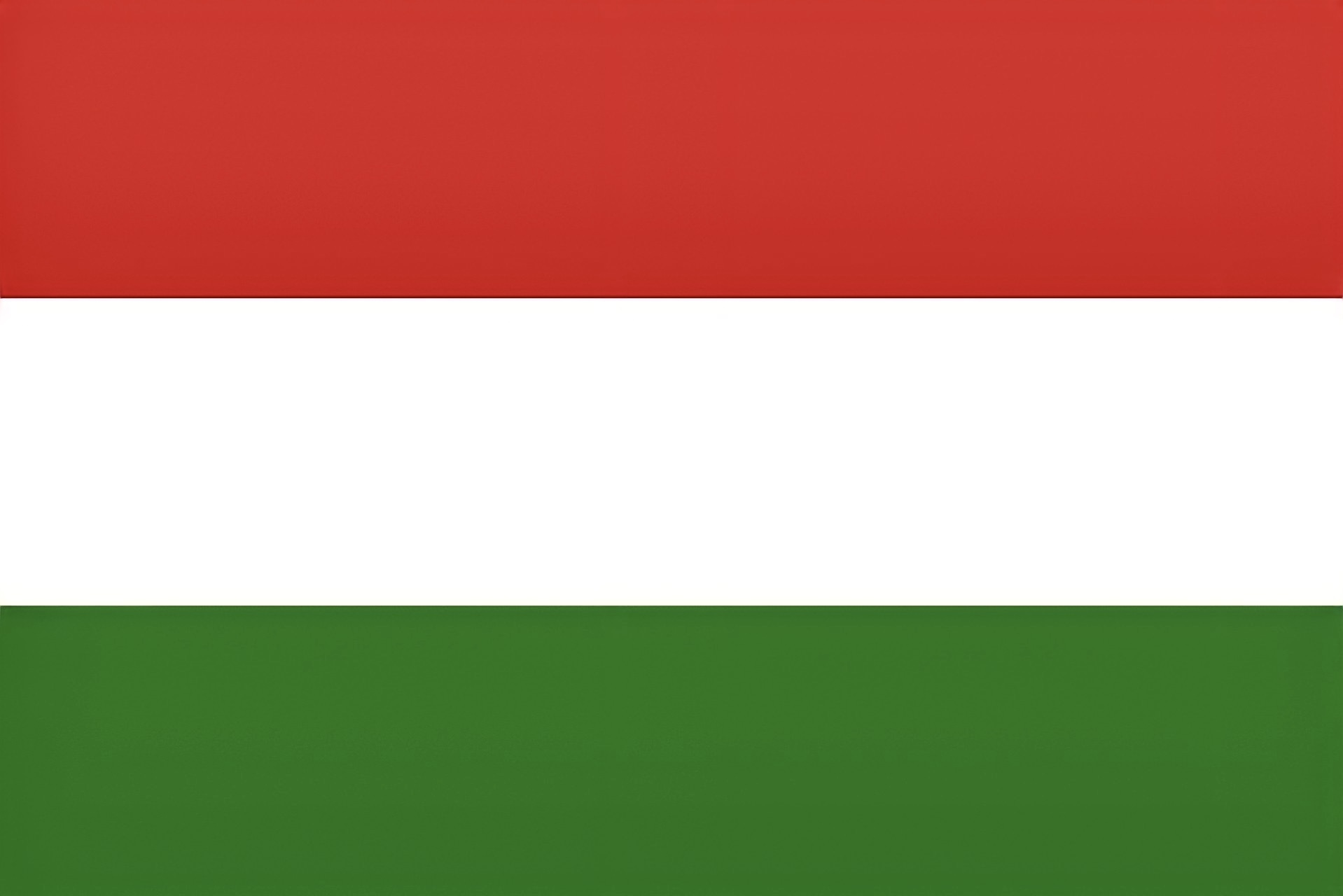
Bandera de Hungría

Una propuesta apoyada por la DAHR para otorgar la ciudadanía húngara a los húngaros que viven en Rumania pero que no cumplen con los requisitos de residencia de la ley húngara fue derrotada por estrecho margen en un referéndum de 2004 en Hungría.  El referéndum no fue válido por falta de participantes. Tras el fracaso del referéndum de 2004, los líderes de los partidos étnicos húngaros de los países vecinos formaron en enero de 2005 la organización HTMSZF, como instrumento de presión para conseguir un trato preferencial en la concesión de la ciudadanía húngara. 
En el 2010 se aprobaron algunas enmiendas a la ley húngara que facilitaban un proceso de naturalización acelerado para las personas de magiares que vivían en el extranjero; entre otros cambios, se eliminó el requisito de residencia en Hungría.  Entre 2011 y 2012, 200.000 solicitantes aprovecharon el nuevo proceso de naturalización acelerado;  había otras 100.000 solicitudes pendientes en el verano de 2012.  Hasta febrero de 2013, el gobierno húngaro había concedido casi 400.000 ciudadanías a húngaros "más allá de las fronteras".  En junio de 2013, el Viceprimer Ministro Zsolt Semjén anunció que esperaba que la cifra alcanzara aproximadamente el medio millón a finales de año. 
Sin embargo, la nueva ley de ciudadanía, que entró en vigor el 1 de enero de 2011, no concedía el derecho de voto, ni siquiera en las elecciones nacionales, a los ciudadanos húngaros a menos que también residieran en Hungría de forma permanente.  Sin embargo, un mes después, el gobierno de Fidesz anunció que tenía intención de conceder el derecho de voto a sus nuevos ciudadanos. En 2014, los ciudadanos húngaros procedentes del extranjero podrán participar en las elecciones parlamentarias sin tener la residencia húngara, pero no podrán votar por un candidato que se postule para un escaño en la circunscripción uninominal, sino por una lista de partido.
En mayo de 2010, Eslovaquia anunció que despojaría de la ciudadanía eslovaca a cualquiera que solicitara la húngara.  El presidente de Rumania, Traian Băsescu, declaró en octubre de 2010 que "no tenemos objeciones a la adopción por parte del gobierno y el parlamento húngaros de una ley que facilite la concesión de la ciudadanía húngara a las personas de etnia húngara que viven en el extranjero". 

## Política
Desde que la diáspora húngara pudo votar en las elecciones en Hungría en 2012,  han apoyado al gobernante Fidesz con récords importantes; en las elecciones parlamentarias húngaras de 2014, Fidesz obtuvo más del 95% de los votos,  en las elecciones parlamentarias húngaras de 2018. elección superior al 96%, mientras que en las elecciones al Parlamento Europeo de 2019 en Hungría, Fidesz obtuvo el 96%. 
- En Croacia, la Unión Democrática de Húngaros de Croacia representa los intereses de la minoría húngara en Croacia.
- En Rumania, la Alianza Democrática de Húngaros en Rumania representa los intereses de la minoría húngara de Rumania.
- En Serbia, la Alianza de Húngaros de Vojvodina representa los intereses de la minoría húngara en Serbia.
- En Eslovaquia, Alianza Húngara (partido político eslovaco) que representa los intereses de la minoría húngara en Eslovaquia.
- En Ucrania, el Partido de los Húngaros de Ucrania (KMKSZ), que representa los intereses de la minoría húngara en Ucrania.

## Nota
1. ↑  Durante la Segunda Guerra Mundial, algunas áreas fueron recuperadas por Hungría pero luego se perdieron después del Tratado de París de 1947.